# Banārū'īyeh
Banārū'īyeh (persiska: Banārū’īyeh, بناروئیه) är en ort i Iran.   Den ligger i provinsen Fars, i den södra delen av landet, 900 km söder om huvudstaden Teheran. Banārū'īyeh ligger 833 meter över havet och antalet invånare är 9 318.
Terrängen runt Banārū'īyeh är platt norrut, men söderut är den kuperad. Runt Banārū'īyeh är det glesbefolkat, med 15 invånare per kvadratkilometer. Det finns inga andra samhällen i närheten. Trakten runt Banārū'īyeh är ofruktbar med lite eller ingen växtlighet.